# Mirza zaza
Lêmure-rato-gigante-do-norte (Mirza zaza) é uma espécie  de lêmure pertencente à família Cheirogaleidae.
Foi designada como sendo uma espécie individualizada, em 2005 por Kappeler et al.. Anteriormente, osmembrosdesta espécie eram considerados como fazendo parte da única espécie do género Mirza, Mirza coquereli.
São pequenos animais nocturnos, endémicos de Madagáscar. Pesam cerca de 300 g. A sua cauda é longa e possuem orelhas de pequenas dimensões. Os seus testículos grandes são indicação do seu sistema copulatório promíscuo.

## Etimologia
O nome "zaza" significa criança, em malgaxe.